# Bahnhof Zürich Oerlikon
Der Bahnhof Zürich Oerlikon (442 m ü. M.) ist der siebtgrösste Bahnhof der Schweiz, einer der 13 SBB-Bahnhöfe auf dem Gebiet der Stadt Zürich und liegt im gleichnamigen Quartier Oerlikon. Seit Ende 2016 besitzt er acht Gleise und eine eigene unterirdische Einkaufspassage mit insgesamt 27 Geschäften. Der Bahnhof der bis 1934 unabhängigen Gemeinde Oerlikon gehört zu den ältesten der Schweiz und ist bis heute einer der wichtigsten Punkte im Schweizer Schienennetz. Praktisch alle Züge, die Zürich in die Richtungen Norden und Nordosten verlassen, müssen Oerlikon passieren. Der Bahnhof ist deswegen eines der Nadelöhre im Grossraum Zürich. Elf Linien der S-Bahn Zürich verkehren über Oerlikon und von dort in vier verschiedene Richtungen (Seebach, Glattbrugg, (Opfikon)-Flughafen oder Wallisellen). Ebenfalls verkehren drei Tramlinien sowie diverse Buslinien ab dem Bahnhof Oerlikon.

## Geschichte des Aufnahmegebäudes

Bahnhofsgebäude (1958)

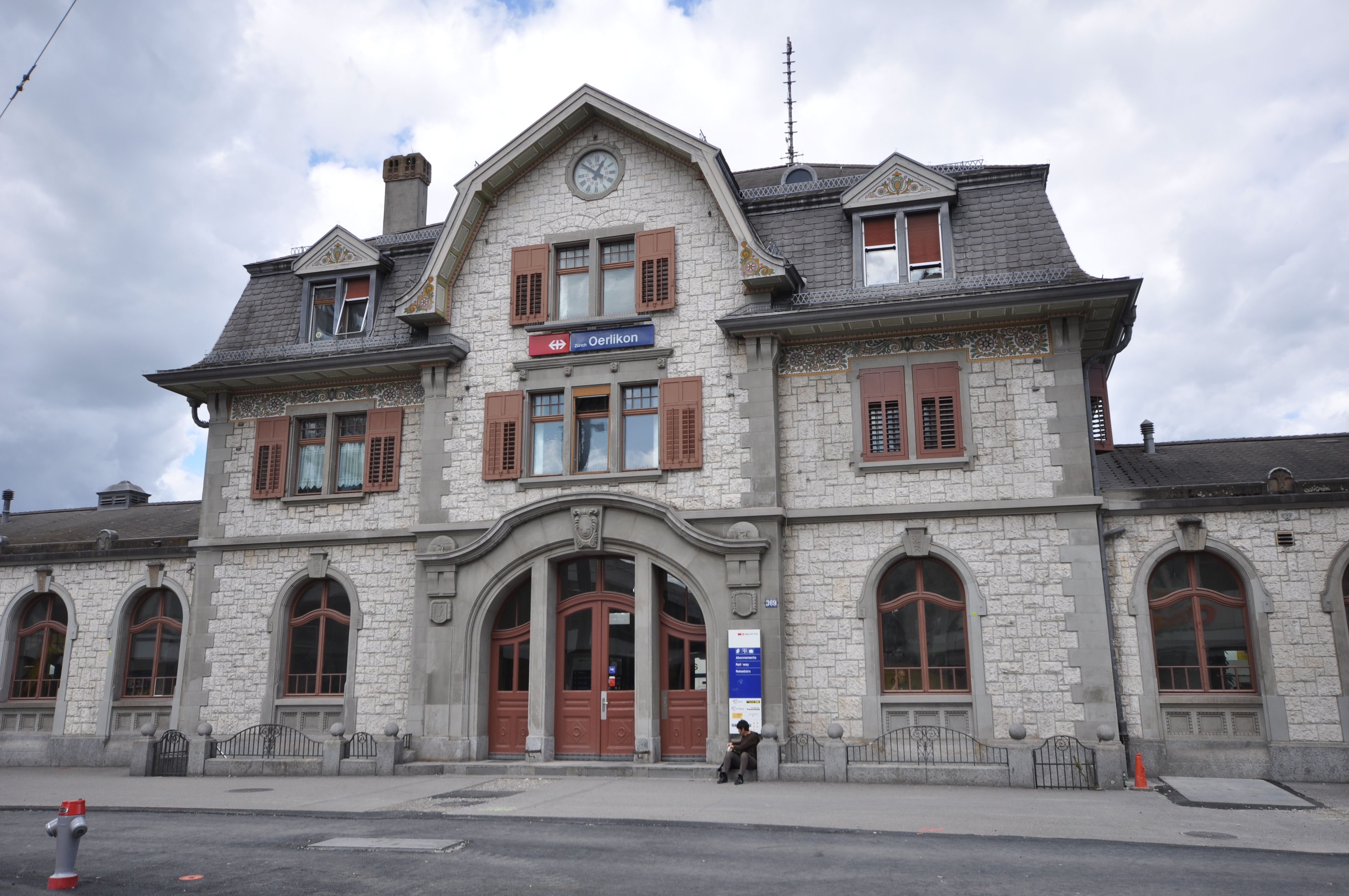
Bahnhofsgebäude (2014)

Im Jahre 1855 wurde durch die NOB der Betrieb mit einem provisorischen Gebäude in Form eines erweiterten Güterschuppens aufgenommen. Es war ein Entwurf von A. Beckh, Bauleitung durch Jakob Friedrich Wanner. Am 1. Mai 1865 erhielt die Station unter der NOB ihr definitives Gebäude, nach einem Entwurf von Jakob Friedrich Wanner, der auch den Bau leitete. Das provisorische Gebäude wurde zuvor nach Oberglatt verlegt.
Während zwischen dem 4. Dezember 1912 und Frühjahr 1914 das Bahnhofsgebäude umgebaut wurde, war ein Provisorium im Betrieb. Die Bauherrin des Umbaus war die SBB-Kreisdirektion III, die Bauleitung lag bei Karl Strasser (1864–1937) und M. Steiner. Das Gebäude ist mit diesen letzten Umbauten bis heute erhalten. Mit der Zeit wurden beidseitig frei stehende, moderne Gebäude angebaut. Im Westen gegen den ehemaligen Güterumschlagbereich entstanden Verkaufsräume und gedeckte Veloabstellplätze, im Osten Technikräume. In den Technikräumen befindet sich seit einem Umbau in den 1990er-Jahren anstelle des alten Stellwerks das Fernsteuerzentrum Oerlikon.

## Eröffnungsdaten der Strecken
- 27. Dezember 1855 Oerlikon–Wallisellen–Winterthur durch die Schweizerische Nordostbahn (NOB)
- 26. Juni 1856 Oerlikon–Wipkingen–Zürich durch die NOB (Wipkingerlinie)
- 1. Mai 1865 Oerlikon–Glattbrugg–Bülach durch die Bülach-Regensberg-Bahn (BR)
- 15. Oktober 1877:  Vermeidung des Bahnhofs Oerlikons durch die Schweizerische Nationalbahn (SNB): Wettingen–Seebach–Kloten–Winterthur. Die Kurve zwischen Schärenmoos⊙ und Seebach wurde als Konkurskurve oder Konkursrank bezeichnet[4]
- 1. Juni 1881 Oerlikon–Schärenmoos(–Kloten) durch die NOB (Anschluss der SNB-Strecke)
- 1. Juli 1909 Oerlikon–Seebach durch die SBB, Konkurskurve stillgelegt

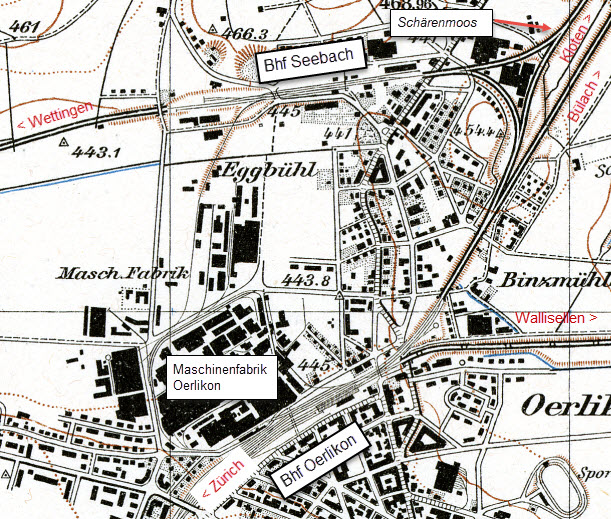
Bahnhöfe Oerlikon und Seebach 1932. Die Konkurskurve war in diesem Jahr abgebaut, wurde aber nie aus der Landeskarte entfernt.

- Bahnhöfe Oerlikon und Seebach 1932. Die Konkurskurve war in diesem Jahr abgebaut, wurde aber nie aus der Landeskarte entfernt.15. November 1939  Seebach–Schärenmoos(–Kloten) durch die SBB, damit Zürich bei Zerstörung von Bahnanlagen durch Kriegshandlungen umfahren werden kann[4]
- 1. Juni 1969 Zürich Oerlikon–Zürich Altstetten durch die SBB (Käferberglinie)
- 30. September 1979 Zürich Oerlikon–Zürich Flughafen–Bassersdorf durch die SBB (Flughafenlinie)
- 15. Juni 2014 Dritte Doppelspur Zürich Oerlikon–Zürich HB durch die SBB (Durchmesserlinie)

Der Bahnhof Oerlikon hätte auch durch die U-Bahn Zürich erschlossen werden sollen, doch das Vorhaben scheiterte 1973 in einer Volksabstimmung.

### Distanzen zu den nächstgelegenen Bahnhöfen
- Zürich Wipkingen (2420 m)
- Zürich Seebach (1300 m)
- Zürich Altstetten (5400 m)
- Zürich Hardbrücke (4510 m)
- Wallisellen (3640 m)
- Glattbrugg (2520 m)
- Opfikon (2470 m)
- Zürich Flughafen (4880 m)

## Linienführung und Gleislage

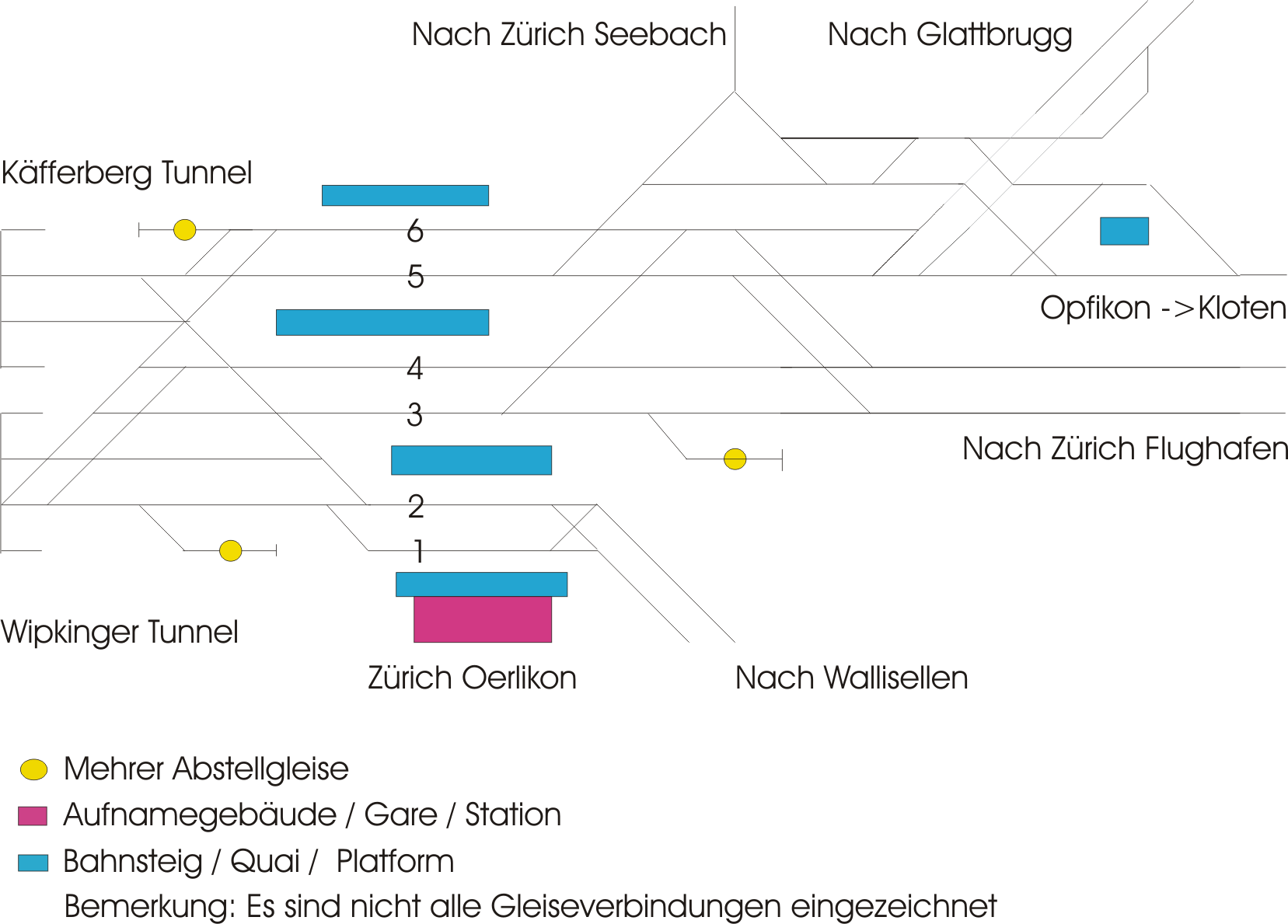
Vor Umbau

Der Bahnhof besteht nun aus 8 Bahnsteiggleisen. Westlich befinden sich die Tunnels der beiden Linien Richtung Zürich HB. Schon im Bahnhof teilen sich die ostwärtsführenden Linien.

### Östlich führende Gleise
- Die Gleise 1 und 2 führen nur Richtung Wallisellen.
- Die Gleise 3–8 führen ins Oberhauser Riet, wo sich die Gleise in die Doppelspuren zum Flughafen, nach Opfikon, nach Glattbrugg und die Einspurstrecke nach Seebach verzweigen. Seit dem Bau der Flughafenlinie und dem Ausbau der Gleisanlage im Oberhauser Riet sind die Gleise wie folgt ausgelegt:
  - Gleis 3 und 4 dienen der Flughafenlinie und werden vor allem von (durchfahrenden) Schnellzügen genutzt
  - Gleis 5 bis 8 bilden die Doppelspur nach Glattbrugg sowie die beidseitig davon liegenden Gleise nach Opfikon – Kloten. Von Gleisen 6–8 kann die einspurige Abzweigung nach Seebach gefahren werden

### Westlich führende Gleise
- Wipkingerlinie, Verlängerung der Gleise 1 und 2 und Abzweigung der Gleise 3 und 4 für die Züge vom/zum Flughafen via Wipkingen. Die Strecke führt durch den Wipkingertunnel zur Station Zürich Wipkingen und über das Brückenbauwerk Bahnhof Zürich, das umgangssprachlich auch als Aussersihler Viadukt bekannt ist, nach Zürich Hauptbahnhof.
- Käferberglinie, Verlängerung der Gleise 5 und 6 und Abzweigung der Gleise 3 und 4. Die Strecke führt durch den Käferbergtunnel und über das Hardturmviadukt (längste Eisenbahnbrücke der Schweiz), auf dem sich eine Abzweigung befindet, doppelspurig nach Zürich Hardbrücke, respektive einspurig nach Zürich Altstetten

### Erweiterungen für die Durchmesserlinie

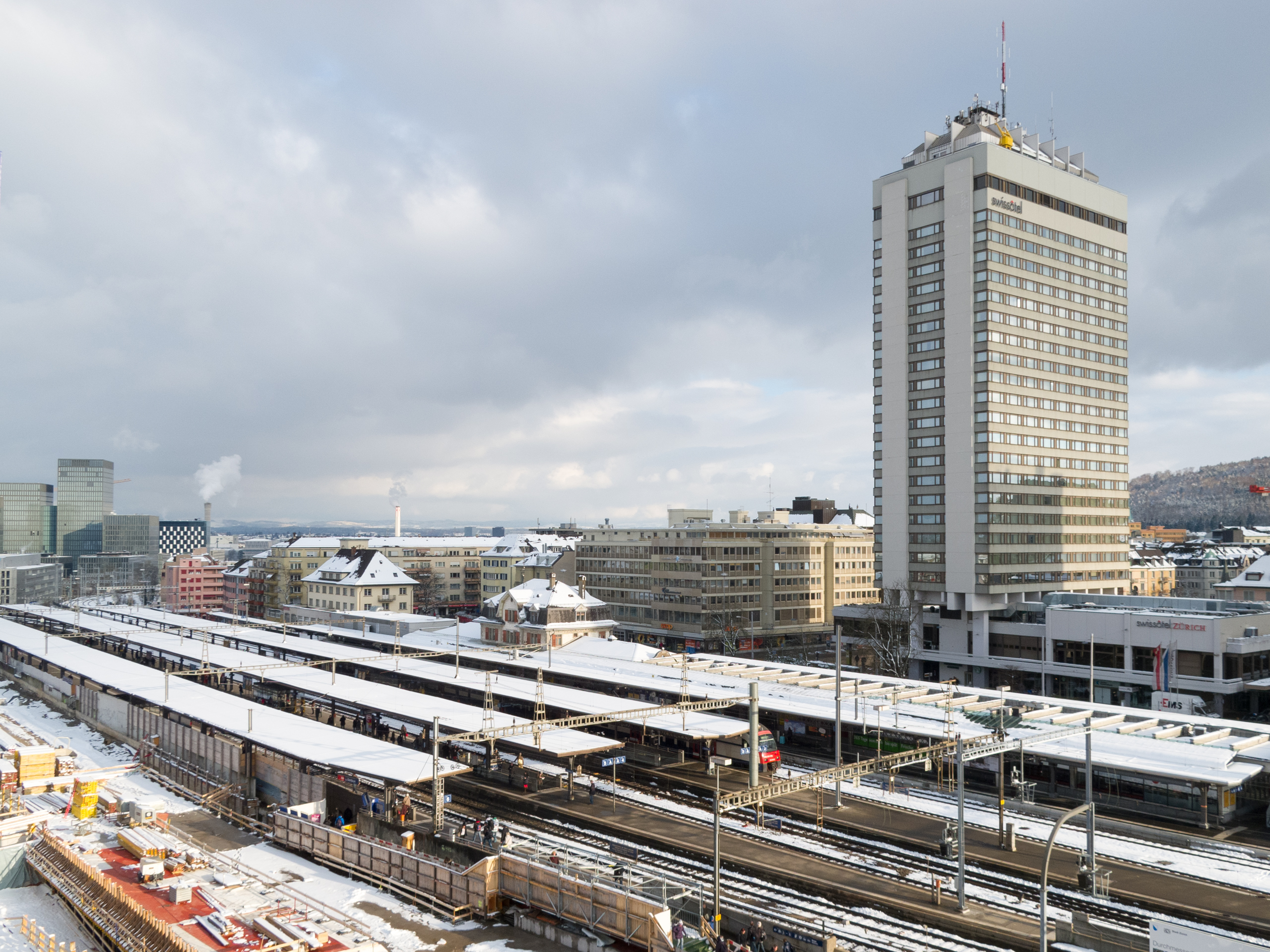
Bahnhof während der Bauarbeiten (Feb. 2013)

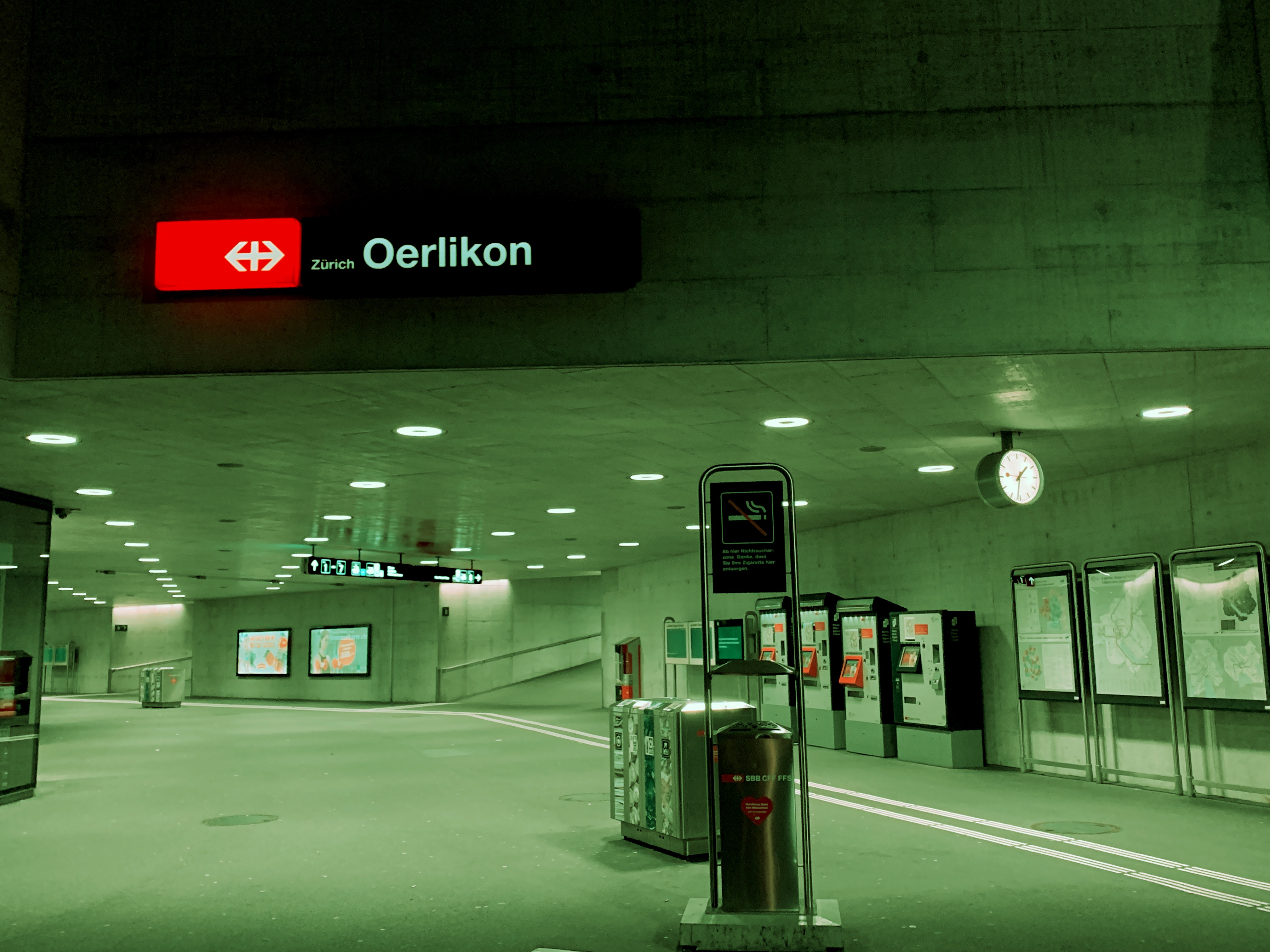
Nachtbild (2019)

Seit der Teileröffnung der Durchmesserlinie im Jahr 2014 verfügt der Bahnhof Oerlikon über drei Doppelspuren nach Zürich HB, folglich reichen die sechs Geleise des Bahnhofs nicht mehr aus; der Bahnhof wurde um zwei Gleise (7 und 8) erweitert, welche sich im Nordwesten an das bestehende Gleis 6 anschliessen.
Der Bahnhof erhält auch eine eigene unterirdische Einkaufspassage mit Platz für rund 30 Geschäfte.
Zudem wurde die Gleisanlage wie folgt erweitert:
- Der Weinbergtunnel der Durchmesserlinie mündet in eingleisigen Tunnelausfahrten, von denen die westliche zwischen den beiden Gleisen der Wipkingerlinie liegt.
- Im Gleisfeld zwischen den Tunnelausfahrten und dem Bahnhof entstand ein neues Entflechtungsbauwerk mit einer eingleisigen Unterwerfung.

Um Platz für die beiden zusätzlichen Gleise zu schaffen, musste ab 22./23. Mai 2012 das ehemalige Verwaltungsgebäude der Maschinenfabrik Oerlikon um 60 Meter nach Westen verschoben werden.
Seit Dezember 2015 verkehren mit der vierten Teilergänzungen der Zürcher S-Bahn insgesamt elf verschiedene S-Bahnen durch den Bahnhof Oerlikon. Es handelt sich um die neuen Linien S9 (Uster–Zürich HB–Schaffhausen), S15 (Rapperswil–Zürich HB–Niederweningen), S19 (Dietikon–Zürich HB–Effretikon) und S21 (Regensdorf–Zürich HB). Die S5 hält nicht mehr am Bahnhof Oerlikon, sie verkehrt neu von Pfäffikon SZ via Zürich HB nach Zug.

## Zughalte

### S-Bahn Zürich
Seit Einführung der S-Bahn Zürich sind die S-Bahn-Züge die Hauptverkehrsträger im Bahnhof Zürich Oerlikon.
- S 2 Zürich Flughafen – Zürich HB – Pfäffikon SZ – Ziegelbrücke
- S 3 (Bülach –) Hardbrücke – Zürich HB – Effretikon – Wetzikon
- S 6 Baden – Regensdorf-Watt – Zürich HB – Uetikon
- S 7 Winterthur – Kloten – Zürich HB – Meilen – Rapperswil
- S 8 Winterthur – Wallisellen – Zürich HB – Thalwil – Pfäffikon SZ
- S 9 Schaffhausen – Jestetten – Rafz – Zürich HB – Stettbach – Uster
- S 14 Affoltern a. A. – Altstetten – Zürich HB – Oerlikon – Wallisellen – Hinwil
- S 15 Rapperswil – Uster – Zürich HB – Oberglatt – Niederweningen
- S 16 Zürich Flughafen – Zürich HB – Herrliberg-Feldmeilen (– Meilen)
- S 19 (Koblenz – Baden –) Dietikon – Zürich HB – Wallisellen – Effretikon (– Pfäffikon ZH)
- S 21 (Regensdorf-Watt – Oerlikon – Zürich HB)
- S 24 Thayngen – Schaffhausen/Weinfelden – Winterthur – Zürich Flughafen – Zürich HB – Thalwil – Horgen Oberdorf – Zug

Die meisten Linien verkehren grundsätzlich täglich und ganztägig im Halbstundentakt (mit ändernden Endpunkten). Ausnahmen sind die nur werktags verkehrende S 19  und die nur in den Hauptverkehrszeiten über diesen Bahnhof verkehrenden S 3  und S 21 .

### Fernverkehr
Der Bahnhof Zürich Oerlikon wird von einer InterCity-Linie sowie von zwei InterRegio-Linien bedient:
- 1 Genève-Aéroport – Bern – Zürich HB – St. Gallen   BZ FS RZ
- 13 Zürich HB/St. Gallen – Sargans/Chur teilweise , teilweise  FS  (Alpenrhein-Express)
- 36 Basel SBB – Brugg AG – Zürich HB (– Zürich Flughafen)

Ausserdem wird der Bahnhof von einer RegioExpress-Linie bedient:
- Zürich HB – Zürich Oerlikon – Bülach – Schaffhausen

### Nacht-S-Bahnen
Es verkehren vier Nacht-S-Bahnen ab Oerlikon.
- SN6 Würenlos – Regensdorf-Watt – Zürich HB – Stettbach – Winterthur
- SN7 Bassersdorf – Kloten – Zürich HB – Meilen – Stäfa
- SN8 Pfäffikon ZH – Wallisellen – Zürich HB – Thalwil – Lachen
- SN9 Bülach – Zürich HB – Stettbach – Uster

## Unfälle

### 1932 – Auffahrkollision
17. Dezember 1932 – Bei dichtem Nebel wurde auf dem Einfahrgleis eine Dampflokomotive vergessen. Auf diese fuhr ein Eilzug auf, es gab 5 Tote und 55 Verletzte. Bei der Lokomotive des Eilzuges handelte es sich um die Ae 3/6 I Nr. 10640, bei der vergessenen Dampflokomotive um die Eb 3/5 Nr. 5831. Beide schwerbeschädigten Lokomotiven wurden wieder hergerichtet und nicht ausrangiert.

### 1992 – Flankenfahrt
8. August 1992 – Ein Doppelstockzug der Linie 5 der S-Bahn Zürich fuhr an einer Weiche im Bahnhof Zürich-Oerlikon einem Intercity Romanshorn–Genf, der mit 65 km/h entgegenkam, in die Flanke. Eine Person wurde getötet, acht verletzt. Ursache war, dass ein haltzeigendes Signal übersehen wurde. Zwar wurde der Zug am Signal zwangsgebremst, jedoch reichte der Durchrutschweg nicht aus. Aufgrund des Unfalls führten die SBB für kritische Stellen des Bahnnetzes das Zugbeeinflussungssystem ZUB ein, womit ab dem Vorsignal die Bremskurve überwacht, Anhalten vor dem Hauptsignal sichergestellt wird.

### 2003 – Flankenfahrt
24. Oktober 2003 – Gegen 17.40 Uhr fuhr im Bahnhof Zürich-Oerlikon der Schnellzug 1629 Zürich–Konstanz dem Schnellzug 2583 Schaffhausen–Zürich in die Flanke. Eine Reisende wurde getötet, 32 verletzt. Beim Beistellen von zwei Wagen im Kopfbahnhof Zürich wurde der Hahn der Bremsleitung zum Rest des Zuges nicht geöffnet, damit war der hintere Teil des Zuges nach Konstanz ungebremst, der Zug konnte nicht rechtzeitig im Bahnhof halten. Die Prüfung der Bremsleitung wurde verschärft.